# Premier ministre de Grèce
Le Premier ministre de la République hellénique (en grec moderne : Πρωθυπουργός της Ελληνικής Δημοκρατίας), aussi appelé président du Gouvernement (Πρόεδρος της Κυβερνήσεως), est le chef du gouvernement de la Grèce. 
La Grèce est une république parlementaire depuis 1974, succédant à la monarchie parlementaire en vigueur depuis 1844. Le Premier ministre joue un rôle prééminent dans la conduite des affaires politiques du pays : dirigeant le gouvernement et responsable devant le Parlement, il représente le pays à l'étranger. Il est nommé par le président de la République, qui demeure le chef de l'État conformément à l'article 37 de la Constitution. Le Premier ministre est de facto le chef de la majorité parlementaire. 
Il réside au palais Maxímou, où siègent ses services. Cet édifice est situé dans le quartier politique d'Athènes, à proximité du Parlement, du palais présidentiel et des principaux ministères.

## Histoire de la fonction

### Durant la guerre d'indépendance (1821-1832)
Tout au long de la guerre d'indépendance grecque, il n'y eut pas de capitale établie, et donc aucun siège fixe pour le gouvernement. L'Assemblée Nationale s'établit à Épidaure et élit le 13 janvier 1822 Aléxandros Mavrokordátos. Celui-ci porte le nom de « président de l'Exécutif ». Durant la guerre, trois exécutifs différents se succèdent (1822, 1823 et 1824-1826), bien que n'ayant dans la pratique que peu d'efficacité.
La fonction véritable de « Premier ministre » est établie en 1827, avec l'élection d'un administrateur russo-hellène qui servit naguère dans la diplomatie tsariste, Ioannis Kapodístrias, par l'Assemblée nationale réunie à Trézène. Ce dernier assume les fonctions de chef de l'État et de chef du gouvernement.

### Royaume de Grèce: de l'absolutisme au parlementarisme

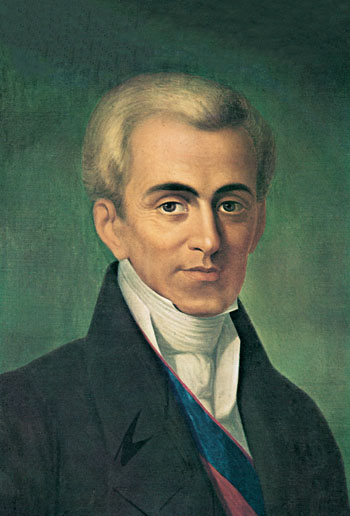
Ioánnis Kapodístrias fut le premier titulaire de la fonction de Premier ministre entre 1827 et 1831.

Le 27 mai 1832, aux termes du troisième traité de Londres, la Grèce devient une monarchie : le prince bavarois Othon, fils du philhellène Louis Ier de Bavière, devient le premier monarque du pays. Il règne entouré de régents bavarois (comme Louis von Armansperg qui incarne parfaitement cette « bavarocratie »), et il faut le coup d'État du 3 septembre 1843 pour qu'il accepte de transformer le régime absolutiste en monarchie parlementaire. La Constitution de 1844 fait de la Grèce un pays à régime parlementaire. La Constitution de 1844 consacra le Parlement comme structure centrale du pouvoir politique. Cependant, deux facteurs contribuaient à l'affaiblir : la structure des partis politiques était faible et rongée par le clientélisme, tandis que le monarque demeurait libre de choisir n'importe quel membre du Parlement pour former un gouvernement.
Le premier chef effectif du gouvernement grec fut Andreas Metaxás, entre septembre 1843 et février 1844.
En 1862, Othon et la reine Amélie sont contraints d'abdiquer sous la pression populaire. Le prince Georges de Danemark est choisi pour lui succéder et devient roi des Hellènes sous le nom de Georges Ier. Ce dernier est déterminé à ne pas faire les mêmes erreurs que son prédécesseur, et reste durant tout son règne dans son rôle de chef de l'État. Son règne est marqué par une bipolarisation de la vie politique autour des nationalistes d'Alexandros Moumoundouros et des libéraux de Charílaos Trikoúpis. En 1874, ce sont les libéraux qui remportent les élections : Trikoúpis impose au roi le principe du dedilomeni (αρχή της δεδηλωμένης) : celui qui détient la majorité au Parlement doit être nommé Premier ministre.
Le Premier ministre le plus illustre du XXe siècle, Elefthérios Venizélos, fut chef du gouvernement à plusieurs reprises entre 1910 et 1930.

## Nomination
Le Premier ministre est nommé par le président de la République. Conformément à l'article 37 de la constitution grecque :
« Le président de la République nomme le Premier ministre et, sur proposition de ce dernier, nomme et révoque les autres membres du gouvernement et les secrétaires d’État. Est nommé Premier ministre le chef du parti qui dispose à la Chambre des députés de la majorité absolue des sièges. Si aucun parti ne dispose de la majorité absolue, le président de la République donne un mandat exploratoire au chef du parti relativement majoritaire, afin de scruter la possibilité de formation d’un gouvernement jouissant de la confiance de la Chambre. »
Le Président de la République désigne le chef du parti qui a recueilli la majorité absolue des sièges au Parlement lors des élections législatives. Si aucun parti n'obtient de majorité absolue, le président de la République donne mandat exploratoire de former un gouvernement au chef du parti qui détient la majorité relative afin qu'il forme son gouvernement. Si celui-ci n'y parvient pas, le président de la République donne mandat exploratoire au chef de file du second parti, puis le chef du troisième parti. Chaque mandat exploratoire dure trois jours. En cas d'échec, il convoque tous les chefs de partis afin de former un gouvernement technique et confie au président du Conseil d’État ou de la Cour de cassation ou de la Cour des comptes la formation d’un gouvernement jouissant de la plus large acceptation possible, afin que ce dernier procède à des élections, et dissout la Chambre. Le Premier ministre sera alors chargé de former un gouvernement intérimaire pour diriger le pays sans heurts dans la conduite de nouvelles élections législatives.

## Prestation de serment

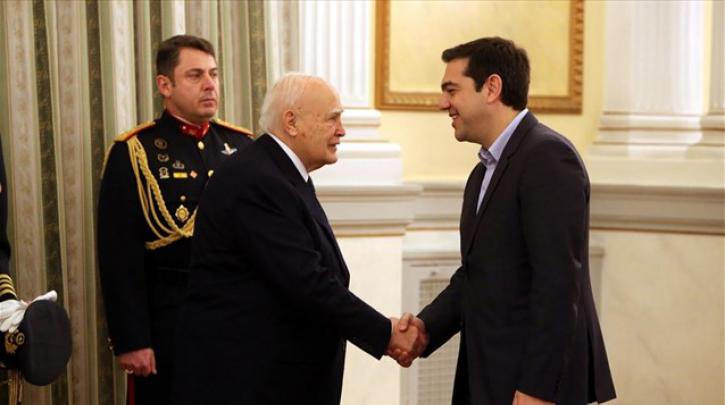
Le président Károlos Papoúlias et le Premier ministre Aléxis Tsípras après la prestation de serment de ce dernier, le 26 janvier 2015.

Avant sa prise de fonction, le Premier ministre prête serment au Palais présidentiel. Jusqu'en 2015, tous les premiers ministres ont été assermentés par l'archevêque d'Athènes et de toute la Grèce, chef de l'Église orthodoxe de Grèce, lors d'une cérémonie religieuse. L'archevêque commence par quelques prières et le Kyrie, puis le Premier ministre nommé place sa main sur la Bible elle-même placée entre deux bougies allumées, le tout sur une table positionnée entre lui et l'archevêque. Après l'archevêque, le Premier ministre récite alors le serment :

« Je jure au nom de la sainte, consubstantielle et indivisible Trinité de sauvegarder la Constitution et les lois et de servir l'intérêt général du peuple grec. »

L'archevêque récite alors des bénédictions et les participants se signent à trois reprises. L'archevêque félicite ensuite le nouveau Premier ministre, qui serre alors la main du président avant de signer les documents officiels.
Aléxis Tsípras, qui se déclare athée, devient Premier ministre le 26 janvier 2015. Il refuse de prêter serment sur la Bible et devant l'archevêque d'Athènes. Il est assermenté par le président Károlos Papoúlias à la place de l'archevêque d'Athènes et, au lieu de prêter le serment ci-dessus, il déclare :

« Monsieur le Président, je tiens à vous assurer, sur mon honneur et conscience, que je suivrai la Constitution et les lois et servirai toujours l'intérêt général du peuple grec. »

Il serre ensuite la main du président, qui le félicite, avant de signer les documents officiels.

## Bureau officiel

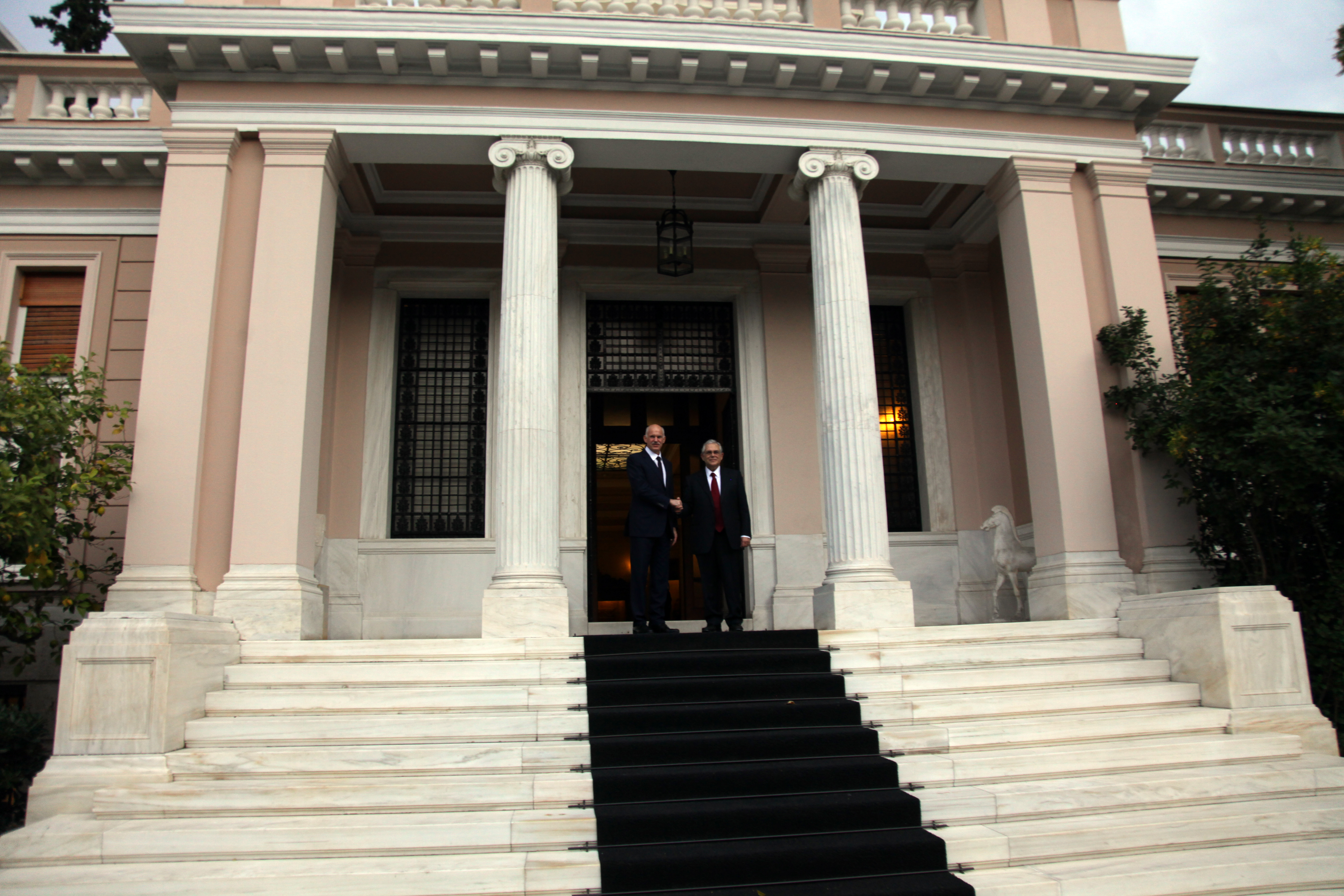
Photo du Palais Maximou lors de la cérémonie de passation du pouvoir le 11 novembre 2011.

Le palais Maxímou (Μέγαρο Μαξίμου) est le siège officiel du Premier ministre de Grèce depuis 1982. 
L'édifice est construit en 1912 par l'architecte Aléxandros Michalinós pour la famille de Dimítrios Máximos, qui achète le bien dans les années 1920 et complète les travaux. En raison de sa situation géographique favorable, située au cœur d'Athènes et très proche du Parlement hellénique, le Premier ministre Andréas Papandréou décide, en 1982, d'en faire le siège du gouvernement. Cependant, son utilisation comme bureau du Premier ministre a été décrite comme problématique ces dernières années, en raison de sa taille plutôt réduite. 
Depuis les années 2000, différentes propositions de déménagement dans d'autres locaux plus pratiques ont été examinées, le Zappéion étant considéré comme la meilleure solution possible.

## Premiers ministres successifs
La fonction de Premier ministre de Grèce est mise en place dans l'État grec insurgé de janvier 1822 à avril 1823 au début de la guerre d'indépendance grecque. Aléxandros Mavrokordátos exerce le premier cette fonction et 187 chefs du gouvernement se sont succédé en Grèce.
Entre 2015 et 2019, le Premier ministre de Grèce est Alexis Tsipras (issu de la coalition ΣΥΡΙΖΑ). Après sa victoire aux élections législatives de 2019, la droite traditionnelle reprend le pouvoir avec la nomination de Kyriákos Mitsotákis par le président de la République Prokópis Pavlópoulos.